# Alejandro Cichero
Alejandro Enrique Cichero Konarek (Caracas, Distrito Federal, Venezuela, 20 de abril de 1977) es un exfutbolista y entrenador venezolano que actualmente dirige las categorías inferiores de Boston River de Uruguay. Jugaba como defensa y su último equipo fue el Deportivo Anzoátegui de la Primera División de Venezuela.

## Legado deportivo
Alejandro es hijo del también futbolista Mauro Cichero, excapitán de la Selección de Venezuela en los  Juegos Olímpicos de Moscú en 1980.
Su hermano menor, Gabriel Cichero, en la actualidad juega para el Ultimate Móstoles en la Kings League y fue integrante de la Selección de Venezuela.

## Biografía
Su primer gol con el Club Atlético Cerro lo marcó el 16 de abril de 2003 contra el Centro Atlético Fénix en jugada colectiva en el minuto 61 y el 18 de octubre de 2003 marcó su segundo gol contra el Club Sportivo Miramar Misiones de cabeza en el minuto 27.

### Club Nacional de Football
Su primer gol con el Club Nacional de Football lo marcó el 29 de agosto de 2004 contra el Liverpool Fútbol Club de cabeza y marcó otros 2 el 9 de noviembre de 2004 contra el Defensor Sporting Club de cabeza y el 1 de diciembre de 2004 contra el Club Sportivo Cerrito de cabeza.
Con Nacional jugó la Copa Libertadores 2004 debutó el 12 de febrero de 2004 contra el Club Deportivo El Nacional empatando 0-0 y jugando los 90 minutos en total en la Copa disputó 8 partidos todos de titular jugando los 90 minutos sin marcar gol y llegando a los octavos de final.

### Litex Lovech
Jugó en el Litex de la Liga Profesional de Bulgaria, tras llegar a un acuerdo con el club europeo el 9-1-2005 firmando un contrato de 3 años con el equipo que estaba en el quinto lugar de la clasificación en Bulgaria. El 26 de febrero de 2005 debutó contra el PFC Lokomotiv Sofía con derrota de 1-2, disputando los 90 minutos. En la Liga Profesional de Bulgaria 2004-05 disputó 15 partidos los 15 de titular jugando 1317 minutos y marcando 1 Autogol, quedando de cuarto lugar en la clasificación.
Con el Litex Lovech debutó en la Copa UEFA el 15 de septiembre de 2005 contra el KRC Genk empatando 2-2 y jugando los 90 minutos siendo el tercer venezolano en jugar la Copa UEFA, en total en la Copa de la UEFA 2005-06 disputó 8 partidos los 8 de titular jugando 720 minutos, en la Copa de la UEFA 2006-07 disputó 5 partidos los 5 de titular jugando 450 minutos recibiendo 1 tarjeta amarilla.
El 10 de noviembre de 2005 debutó en la Copa de Bulgaria 2006 en los dieciseisavos contra el Coneliano con victoria de 2-0, disputando los 90 minutos. En total en la Copa Bulgaria 2006 disputó 1 partido de titular jugando 90 minutos perdiendo en los octavos de final. EL 24 de septiembre de 2005 marcó su primer gol con el Litex Lovech en la Liga de Bulgaria 2005-06 contra el PFC Rodopa Smolyan disputando los 90 minutos y marcando el gol en el minuto 62. En la Liga Profesional de Bulgaria 2005-06 disputó 14 partidos marcando 1 gol, quedando de tercer lugar en la clasificación.
En la Liga Profesional de Bulgaria 2006-07 disputó 27 partidos los 27 de titular marcando 4 goles jugando 2344 minutos y recibiendo 1 tarjeta amarilla, quedando en cuarto lugar en la clasificación. En total en la Copa de Bulgaria 2007 disputó 3 partidos los 3 de titular jugando 300 minutos recibiendo 1 tarjeta amarilla, llegando hasta la final perdiéndola contra el PFC Levski Sofia 0-1 en la prórroga. En la Liga Profesional de Bulgaria 2007-08 disputó 6 partidos los 6 de titular jugando 540º minutos recibiendo 1 tarjeta amarilla. En total en la Copa de Bulgaria 2008 disputó 1 partido de titular jugando los 90 minutos. En la Copa de la UEFA 2007-08 disputó 3 partidos los 3 de titular jugando 270 minutos

### Shandong Luneng
El 25-2-08 firmó contrato por un año por el equipo Shandong Luneng uno de los mejores equipos de China, la contratación se dio por recomendación de su antiguo entrenador en el Litex, el serbio Lupco Petkovic, quien fue consultado por Ljubiša Tumbaković, entrenador del Shandong, para saber si conocía un defensor central para reforzar al equipo. Petkovic no dudó en recomendar al criollo, que venía siendo titular con la Vinotinto en la era de Richard Páez.
El 29-3-08 debutó con el Shandong Luneng en la Superliga de China contra el Shanxi Baorong con resultado de 0-0, disputando los 90 minutos. El 4 de septiembre de 2008 en su partido 14, marcó su primer gol con el Shandong Luneng y en la Superliga de China contra el Changchun Yatai con resultado de 2-2, disputando los 90 minutos y marcando el gol en el minuto 10. El 8 de noviembre de 2008 marcó dos goles en la jornada 26 de la Superliga de China contra el Chengdu Blades; el resultado final fue de 4-2 a favor del Shandong Luneng; ambos goles fueron marcados de cabeza, Alejandro disputó los 90 minutos. El 30 de noviembre de 2008 quedó campeón de la Superliga de China, disputando 30 partidos (todos de titular) y marcando 3 goles. El Shandong Luneng terminó con 63 puntos. 18 victorias, 9 empates y 3 derrotas. El 10 de marzo de 2009 debutó en la Liga de Campeones de la AFC enfrentando al Gamba Osaka de Japón, perdiendo con marcador de 3-0, Alejandro disputó los 90 minutos.

### Millonarios F.C.
En julio de 2010 fue traspasado al Millonarios Fútbol Club de Colombia. El zaguero zurdo de 33 años, 1.96 m y 87 kg se definió en una entrevista para la radio "Antena 2" como un jugador de mucha potencia física, bueno en el juego aéreo y rápido. También agregó: "Sé que voy a llegar a un equipo que tiene una de las mejores aficiones de Colombia. Un equipo histórico al que mucha gente apoya, y que está buscando un nuevo título.

## Selección nacional
- Debutó en la Selección de fútbol de Venezuela en un partido amistoso disputado contra Colombia el 7 de mayo de 2002 disputado en el Estadio Olímpico de la UCV de Caracas con resultado de 0-0.
- Su primer gol con la selección fue contra Canadá el 1 de junio de 2007 disputado en el Estadio José Encarnación Romero de Maracaibo con resultado de 2-2, disputando los 90 minutos y marcando el gol en el minuto 24.
- Debutó en Copa América contra Colombia el 6 de julio de 2004 disputado en el estadio Nacional de Lima de Lima con resultado de 0-1 a favor de Colombia, siendo titular y disputando los 90 minutos.
- Su primer gol en una Copa América fue en su partido 5 en Copa contra Perú el 30 de junio de 2007 disputado en el estadio Polideportivo de Pueblo Nuevo de San Cristóbal con resultado de 2-0 a favor de la Vinotinto, disputando los 90 minutos y marcando el gol en el minuto 49 de remate de cabeza al saque de un corner.
- Debutó en una Eliminatoria al Mundial contra Colombia el 15 de noviembre de 2003 disputado en el Estadio Metropolitano Roberto Meléndez de Barranquilla con resultado de 1-0 a favor de Venezuela, disputando los 90 minutos.
- Lleva 2 goles con la Vinotinto 1 en Copa América contra Perú y 1 en Amistoso contra Canadá.

### Torneos con la selección nacional
| Detalle                  | Juegos | Goles |
| ------------------------ | ------ | ----- |
| Copa América             | 7      | 2     |
| Eliminatorias al Mundial | 19     | 0     |
| Amistosos                | 22     | 1     |
| Total                    | 48     | 3     |

- Último partido: Venezuela-Bolivia (20 de noviembre de 2007)

### Participaciones en Copa América
| Copa América      | Sede      | Resultado    | PJ | Goles |
| ----------------- | --------- | ------------ | -- | ----- |
| Copa América 2004 | Perú      | Primera fase | 3  | 0     |
| Copa América 2007 | Venezuela | Cuartos      | 4  | 1     |

- En la Copa América del 2004 participó en los 3 partidos Venezuela 0-1 Colombia, Venezuela 1-3 Perú y Venezuela 1-1 Bolivia disputando los 90 minutos.

- En la Copa América Venezuela 2007 participó en los 4 partidos Venezuela 2-2 Bolivia, Venezuela 2-0 Perú, Venezuela 0-0 Uruguay disputando los 90 minutos y marcándole gol a Perú y así conseguían su pase histórico a cuartos de final donde Venezuela fue derrotada por Uruguay 4-1 disputando los 90 minutos.

### Participaciones en eliminatorias al Mundial
| Eliminatorias     | Resultado | PJ | Goles |
| ----------------- | --------- | -- | ----- |
| Eli. Mundial 2006 | 8.º lugar | 16 | 0     |
| Eli. Mundial 2010 | 8.º lugar | 3  | 0     |

### Pelea en Puerto la Cruz
En el Estadio José Antonio Anzoátegui de la ciudad de Puerto La Cruz, Venezuela, en un partido amistoso entre la Selección de fútbol de Panamá y la Selección de fútbol de Venezuela que terminó en empate 1-1 después del gol de Giancarlo Maldonado, Gabriel Cichero, tomó el balón en sus manos y se lo estaba llevando del arco para celebrar el empate pelota en mano, a lo que el arquero Jaime Penedo reaccionó arrebatándole violentamente la pelota. Su hermano Alejandro Cichero que observaba las acciones atacó a Penedo, lo cual despertó la ira del resto de los jugadores panameños y consecuentemente la de sus pares venezolanos, enlazándose ambas selecciones en una batalla campal. Al final de la trifulca Gabriel Cichero fue retirado inconsciente de la cancha, sufrió un edema cerebral y amnesia temporal por un golpe. Penedo también recibió golpes y tras el partido se disculpó públicamente.

### Renuncia a la selección
El 26 de mayo de 2008 renunció a la selección por desacuerdos con el presidente de la Federación Venezolana de Fútbol, Rafael Esquivel, en un impasse que se produjo a pocos días del choque contra Uruguay en el marco de las eliminatorias para el Mundial de Sudáfrica 2010. El jugador informó que sus diferencias también alcanzaron al entrenador César Farías, por lo que  hubiese reconsiderado su retorno en caso de que el exentrenador Richard Páez hubiese al banquillo de la vinotinto. Cichero, quien militaba en ese entonces en fútbol de China, dijo que su renuncia se debió a los reclamos sobre los premios ofrecidos por la Federación y el incumplimiento de esos compromisos.
"Siento que son muchas las diferencias con Esquivel y así no puedo volver", dijo Cichero, quien jugó por última vez en la selección en noviembre pasado y que fue llamado por Farías para la gira que realizará Venezuela para enfrentar a Honduras, Brasil y Antillas Neerlandesas. Señaló que no se esperaba este llamado de Farías, ya que Esquivel "había dado la orden de que no me convocaran más". "En este momento no pienso ir a la selección. Los premios han sido una falta de respeto para mí y pienso que es el momento de dar un paso al costado de la selección. Muchos piensan que sólo es por la selección, pero hay otros factores que prefiero no comentar" comento Cichero. Cichero ha ocupado por varios años un puesto de titular en la zaga central de la selección venezolana, acompañando al veterano José Manuel Rey. Tras su renuncia a la selección nacional de fútbol, en agosto de 2008 dice estar dispuesto a hablar con el entrenador César Farias para regresar declaró que su salida fue algo temporal no definitivo, que el problema no era con el técnico sino con los federativos de Venezuela.

## Clubes

### Como jugador
| Club                 | País      | Año       |
| -------------------- | --------- | --------- |
| Trujillanos          | Venezuela | 1995-1998 |
| Cagliari             | Italia    | 1998-1999 |
| Oliveira do Bairro   | Portugal  | 1999-2000 |
| Benfica B            | Portugal  | 2000-2001 |
| Deportivo Italchacao | Venezuela | 2001-2002 |
| Central Español      | Uruguay   | 2002      |
| Cerro                | Uruguay   | 2003      |
| Nacional             | Uruguay   | 2004      |
| Litex Lovech         | Bulgaria  | 2004-2008 |
| Shandong Luneng      | China     | 2008-2009 |
| Caracas              | Venezuela | 2010      |
| Millonarios          | Colombia  | 2010-2011 |
| Deportivo Anzoátegui | Venezuela | 2013-2015 |

### Como formador
| Club         | País    | Año           |
| ------------ | ------- | ------------- |
| Alianza      | Panamá  | 2022          |
| Boston River | Uruguay | 2018-presente |

## Estadísticas como entrenador
| Equipo                  | Desde                   | Hasta                   | Partidos | Partidos | Partidos | Partidos |
| PJ                      | PG                      | PE                      | PP       |          |          |          |
| ----------------------- | ----------------------- | ----------------------- | -------- | -------- | -------- | -------- |
| Boston River (interino) | 11 de noviembre de 2020 | 11 de noviembre de 2020 | 1        | 0        | 1        | 0        |
| Consolidado Total       | Consolidado Total       | Consolidado Total       | 1        | 0        | 1        | 0        |

## Palmarés

### Campeonatos nacionales
| Título             | Club             | País     | Año  |
| ------------------ | ---------------- | -------- | ---- |
| Torneo Apertura    | Nacional         | Uruguay  | 2004 |
| Copa de Bulgaria   | PFC Litex Lovech | Bulgaria | 2008 |
| Superliga de China | Shandong Luneng  | China    | 2008 |
| Copa Colombia      | Millonarios      | Colombia | 2011 |